# Jamal Gay
Jamal Gay (ur. 9 lutego 1989 w Arimie) – piłkarz trynidadzko-tobagijski grający na pozycji napastnika. Od 2014 roku jest zawodnikiem klubu Rovaniemen Palloseura.

## Kariera klubowa
Swoją karierę piłkarską Gay rozpoczął w klubie El Dorado SC. W 2007 roku zadebiutował w nim. W 2008 roku przeszedł do pierwszoligowego Joe Public FC. Grał w nim do końca roku. W 2009 roku odszedł do Rot-Weiß Oberhausen, w którym rozegrał łącznie dwa ligowe mecze. W 2010 roku był wypożyczony do Çanakkale Dardanelsporu.
W 2011 roku Gray wrócił do Trynidadu i Tobago i został zawodnikiem klubu Caledonia AIA. W sezonach 2011/2012 i 2012/2013 zdobył z nim dwa Puchary Trynidadu i Tobago. W 2012 roku zdobył też Puchar Ligi.

## Kariera reprezentacyjna
W reprezentacji Trynidadu i Tobago Gay zadebiutował 19 marca 2008 w wygranym 1:0 towarzyskim meczu z Salwadorem. W 2010 roku wystąpił w Pucharze Karaibów 2010. Z kolei w 2012 roku zajął z Trynidadem i Tobago 2. miejsce w Pucharze Karaibów 2012.
Gay grał również w kadrze U-20. W 2009 roku wystąpił z nią na Mistrzostwach Świata U-20.